# 하라 테츠오
하라 테츠오(일본어: 原哲夫, 1961년 9월 2일 ~ )는 도쿄도 시부야구에서 출생하여 사이타마현 고시가야시에서 자란 일본의 만화가이다.
대표작으로는 《북두의 권》이 있으며 《북두의 권》은 하라 테츠오를 상징하는 만화이다.
코메디언의 후카와 료는 사촌형제이며 《돌격! 남자훈련소》의 저자인 미야시타 아키라, 《시티 헌터》의 저자인 호조 쓰카사, 《죠죠의 기묘한 모험》의 저자인 아라키 히로히코와 동료지간이며 《슈퍼 닥터K》의 저자인 마후네 가즈오는 그의 문하생 출신이다.

## 경력
하라 데쓰오는 고시가야 시립 에이신 중학교와 사립 혼고 고교 디자인 학과 졸업했으며 고이케 가즈오 주최의 극화 서당 출신이다. 그는 어릴 적에 「천재 바카본」이나 「타이거 마스크」를 보고 자랐으며, 그의 필체는 「타이거 마스크」의 영향을 받았다고 한다.
학생시절에는 마츠다 유사쿠를 좋아하며, 학생시절에 화풍이 지금과 다르지 않는 마츠다의 초상화를 그리고 있다. 북두의 권의 주인공인 켄시로는, 마츠다 유사쿠의 얼굴, 실베스타 스탤론의 몸매, 이소룡의 동작, 영화 매드 맥스 2의 멜 깁슨의 복장 등을 전부 합쳐서 짜깁기해 만든 캐릭터이다.
그의 대표작 「북두의 권」은 1983년에 연재를 시작했는데, 경이적인 인기를 자랑해, 80년대의 「주간 소년 점프」를 지지하는 것과 동시에, 조조의 기묘한 모험, 돌격! 남자훈련소, 캠퍼스 BLUES, 슈퍼 닥터K 등 , 후의 만화계의 작풍, 터치에 지대한 영향을 주었다.
그 후, 류우케이 이치로의 소설을 원작으로 한 「꽃의 게이지」가 히트 한다. 원작과는 달리 작중으로의 시간 경과를 무시하고, 주인공·마에다 게이지(낭)를 젊은이로서 디자인해, 소년잡지를 고려한 설정으로 하고 있다.
오랜 기간동안 만화가의 일을 하면서 원추 각막과 관련된 병을 앓아, 시력은 꽤 나빠지고 있다. 그 때문에 병을 앓아서 결국 한쪽 눈을 잃고 그나마 남은 눈도 시력이 매우 나빠졌지만, 현재는 근성으로 그리고 있다. 이러한 사정에 의해, 한 때 「창천의 권」의 종료를 이루며 만화가를 은퇴한다고 선언한 적도 있었지만, 실제로는 「창천의 권」의 종료 이후로도 계속되어 「전쟁의 아들 오다 사부로 노부나가전」의 집필을 개시로, 2012년에도 연재를 계속하고 있다.
최근에는 어린이용의 그림책을 그리고 있는 것 외에 「주간 코믹 번치」의 편집이나 판권 사업을 다루는 주식회사 코어 믹스의 임원을 하고 있다.
그의 만화성향은 도쿠가와 이에야스를 반대하는 입장이며 사콘과 꽃피는 게이지에서 노골적으로 펼치는 경향이 드러나 있다. 특히 사콘의 주인공인 시마 사콘은 이시다 미쓰나리의 심복이다.

## 작품 리스트

### 만화
- 철의 돈키호테(1982년 - 1983년, 주간 소년 점프, 슈에이샤) - 모토크로스 만화, 북두권의 전신작도 수록
- 매드 파이터(1982년, 주간 소년 점프 증간 8월호, 슈에이샤)
- 북두의 권(1983년 - 1988년, 주간 소년 점프) 원작：부론손
- CYBER 블루(사이버 블루)(1988년 - 1989년, 주간 소년 점프) 원작：bob, 각본：미츠이 류이치
- 꽃의 게이지 -구름의 저편으로-(1990년 - 1993년, 주간 소년 점프) 원작：류우케이 이치로, 각본：아소 미오
- 막후인물 도쿠가와 이에야스(1994년 - 1995년, 주간 소년 점프) 원작：류우케이 이치로, 각본：아이카와 쇼
- 사나운 용성(1995년, 주간 소년 점프)
- SAKON(사콘) -전국 풍운록-(1997년 - 2000년, 월간 소년 점프) 원작：류우케이 이치로, 각본：니하시 신고
- 구두룡(휴드라)(1997년 - 1998년, MANGA 올맨, 슈에이샤)
- 공권력 횡령 수사관 나카보 린타로(1998년 - 2000년, BART3230, 슈에이샤) 감수 : 사타카 마코토
- 아테루이 2세(2000년, 월간 코믹 GOTTA, 쇼가쿠칸) 원작：다카하시 가쓰히코
- 창천의 권(2001년 - 2010년, 주간 코믹 번치, 신초샤) 감수：부론손
- 전쟁의 아들 오다 사부로 노부나가전(2010년 -, 월간 코믹 제논, 도쿠마 쇼텐) 원작：기타하라 세이보

### 만화 이외의 활동

#### 캐릭터 디자인
- 머슬 보머(1993년, 캡콤)
- 슈퍼 머슬 보머(1994년, 캡콤)
- 이타다키 머슬!(2006년 4월 - , 주쿄 TV) 오프닝의 야마구치 도모미쓰, 레이더-라몬 HG, 런던 부츠·량, 쇼지 도모하루, 왁키의 캐릭터 일러스트
- 숲의 전사 보노론(2005년 6월 - , 노스·스타즈·픽처즈)(프로듀스 겸무)

#### 그 외 디자인
- K-1 월드 그랑프리 2007 팜플렛 표지(2007년 12월, K-1) 팜플렛 표지그림

#### 음악
- 파칭코 「CR꽃의 게이지~참」(2009년, 뉴긴)
  - 한 조각의 꽃(프리미엄 적중 BGM) 작사(모리 유리코와 공동작사)
  - 빛(프리미엄 라운드 BGM) 작사
- 파칭코 「CR꽃의 게이지~사랑」(2010년, 뉴긴)
  - 수라의 끝까지도(확변모드 BGM) 작사
  - 최후의 전사~DARING WARRIOR~(프리미엄 적중 BGM) 작사

## 관련 인물

### 스승
- 다카하시 요시히로
- 코이케 가즈오

### 어시스턴트
- 마키 고지
- 모리타 마사노리
- 도다테 신고
- 와타나베 야스히로
- 데구치 류세이
- 오니쿠보 히로히사
- 나가사와 가쓰히로
- 하세가와 데쓰야
- 야나기타 도이치로
- 이마이즈미 신지
- 마후네 가즈오

### 동료·친구
- 미야시타 아키라
- 아라키 히로히코
- 호조 쓰카사

### 친척
- 후카와 료

## 같이 보기
- 오다 에이치로